# 吸血鬼學院
是一部2014年的奇幻喜劇恐怖電影，由馬克·禾達斯導演、丹尼爾·華特斯所編劇，改編自蕾夏爾·米德的2007年英文同名小說《吸血鬼學院1：吸血族守護者》。由素兒·德芝、丹尼拉·科茲洛夫思基、露西·佛瑞和多明尼克·席伍德主演。

## 劇情
蘿絲·海瑟薇（素兒·德芝 飾演）是一名拜爾族（半人半吸血鬼），而她最好的朋友——瓦希莉莎·德拉格米爾（露西·佛瑞 飾演）則是一名莫里族（善良、純種吸血鬼）的公主，他們之間有心電感應。兩人因為一連串的威脅和警告逃離聖弗拉米爾學院。但他們很快就遇到學校的教官－迪米特里·貝里科夫（丹尼拉·科茲洛夫思基 飾演）將他們強制帶回學院。
回到學院後，恐嚇不斷朝莉莎襲來（在學校教堂裡，莉莎和她家人的牆上破壞並用鮮血寫上恐嚇的話）但他們很快發現這是同班同學，米雅·里納爾迪（莎曼·蓋兒 飾演）所做的。米雅曾和莉莎的哥哥約會過，她對於德拉格米爾家族只有莉莎在車禍中存活這件事感到不滿而處處針對莉莎。至於克里斯安·哥則拉（多明尼克·席伍德 飾演）—— 一個在學校受到忽略的男生，因為他的父母是血族（不死、邪惡的吸血鬼）則處處對莉莎示好，希望能和其更近一步，但蘿絲努力將他趕離莉莎身邊。同時蘿絲在和迪米特里訓練下，漸漸對迪米特里產生感情。
接著莉莎的貓－奧斯卡，被人慘忍殺害、一隻死掉的狐狸掛在莉莎的宿舍門口，蘿絲一開始懷疑是米雅所為，但經過質問後，米雅表示自己很喜歡動物也曾給奧斯卡零食吃並不會傷害牠。

## 演員和角色
- 素兒·德芝 飾 蘿絲·海瑟薇（Rosemarie "Rose" Hathaway）——拜爾族，十七歲少女，是莉莎的守護者（尚未經過考核），母親是拜爾族中有名的守護者，父親是莫里族。在車禍之後和莉莎間有了奇妙的連結，蘿絲能透過莉莎的角度去感覺、看見莉莎所看見的事物，但為單相連接（莉莎無法得知蘿絲）
  - Macey Chipping 飾 年輕的蘿絲
- 露西·佛瑞 飾 瓦希莉莎·德拉格米爾（Vasilisa "Lissa" Dragomir）——莫里族，十七歲少女，為王位繼承人之一，家人在一場車禍中身亡，為德拉格米爾族唯一的生還者。擁有罕見的精靈魔法（治癒能力）能將生物從死亡的邊緣救回，但會消耗施法者本身的精神力
- 丹尼拉·科茲洛夫思基 飾 迪米特里·貝里科夫（Dimitri Belikov）——拜爾族，身手矯健、武功強大，蘿斯的導師也是學院裡最強大的守護者
- 多明尼克·席伍德 飾 克里斯安·哥則拉（Christian Ozera）——莫里族，父母皆轉化成血族而在學校遭受排擠，擅長的魔法是火元素
- 蓋布瑞·拜恩 飾 Victor Dashkov
- 歐嘉·柯瑞蘭寇 飾 女校長Ellen Kirova
- 莎拉·海蘭 飾 Natalie Dashkov
- 卡梅隆·莫納漢 飾 Mason Ashford
- 莎曼·蓋兒（英语：Sami Gayle） 飾 Mia Rinaldi
- Ashley Charles 飾 Jesse Zeklos
- 嘉莉兒·佛伊 飾 Sonya Karp
- 裘莉·李察森（英语：Joely Richardson） 飾 Queen Tatiana Ivashkov
- 多明妮克·蒂珀 飾 Guardian Gabriela
- 愛德華·霍爾克羅夫特（英语：Edward Holcroft） 飾 Aaron Drozdov
- Bronté Norman-Terrell 飾 Camilla Conta
- Chris Mason 飾 Ray / Ralf Sarcozy
- 尼克·吉拉德（英语：Nick Gillard） 飾 Kenneth
- Rory Fleck Byrne（英语：Rory Fleck Byrne） 飾 Andre Dragomir
- Alexander Abadzis 飾 Eric Dragomir
- Elizabeth Conboy 飾 Rhea Dragomir

## 名詞解釋
- 莫里族

善良、純種的吸血鬼，和人類一樣會生老病死，吸血、會魔法，魔法中水、火、土、風為最常見，少數為精神力的表現（像是莉莎不僅可以治癒生物也能控制人），怕火、太陽，但太陽不會造成他們死亡，會使他們心情不悅、輕微的刺痛感，因此聖弗拉米爾學院是夜間開始上課。
- 拜爾族

半人類半莫里族，和人類相比身體較為強壯、快速，思維也較清晰。通常為莫里族的守護者
- 血族

邪惡、不死的，特徵是會有紅色眼圈，受莫里族的血液吸引而攻擊莫里族。怕火、陽光、銀錐，但十分不容易打倒。
- 血妓女（blood whore)

因被吸血者會感受到類似高潮的快感，因此會有拜爾族違反規定提供莫里族血液。蘿絲在回到學院後曾被其他學生戲稱為血妓女（她和莉莎在外逃亡時，曾提供莉莎血液）

## 外部連結
- 互联网电影数据库（IMDb）上《吸血學院》的资料（英文）